# XEWW-AM
XEWW-AM es una estación de radio localizada en el poblado de Rosarito, Baja California.
Transmite en los 690 kHz de la banda de Amplitud Modulada con 100,000 watts de potencia, las 24 horas del día, en canal libre internacional.
Actualmente se le conoce como  La Gigante 690 AM.

## Historia
Comenzó su vida como XEAK-AM emitiendo los éxitos de su tiempo. y poco después en 1961 de transmitirlo el sur de California se convirtió en "Extra News", emitía 24 horas de Noticias del sur de California. A mediados de los años 60, la poderosa estación fue con la hermosa música de "X-TRA Music over Southern California", con el distintivo de: "In the air everywhere, over the Southland".
En décadas sucesivas, XTRA sin la "E", como EE. UU., de otro modo los oyentes se refieren a cambiar los formatos en numerosas ocasiones. Durante la mayor parte de las décadas de 1970 y 1980, como continuación de XETRA que compiten con K-JOY FM en el dial. Durante años, la XETRA se convirtió en una de las primeras estaciones de AM en el área de San Diego para transmitir en AM estéreo. Estos primeros intentos que se requieran efectivamente el oyente a sintonizar con dos radios, uno fuera de sintonía a la izquierda de la frecuencia para el canal izquierdo y el segundo de radio fuera de sintonía a la derecha.
Cuando interés en el formato de música tranquila desapareció a finales de los 70, cambiando la XETRA sus formatos de música contemporánea, una vez más, a sí misma como "The Mighty 690". Cuando bajas puntuaciones dictada el formato no funcionó, pasaron a un formato de oldies, y XETRA se llamaban a sí mismos "69 XTRA Gold".
Poco después, la XETRA un breve tiempo como un canal de noticias-, la ejecución de programas sindicado como Rush Limbaugh, antes de convertirse en uno de los EE. UU. de la primera todas las estaciones de deportes-, la facturación de "XTRA Sports", la afiliación a ESPN Radio. Desde hace varios años, la estación de radio fue la sede de los Cargadores de San Diego, un equipo de la NFL. La estación también brevemente la Universidad de Stanford llevó el fútbol. El fuera de mercado, porque el equipo se llevó el hijo del administrador de la estación, John Lynch fue el de becas con el equipo, el joven Lynch iría a la estrella en la NFL. En la última parte del decenio de 1990 y la mayor parte de los 2000, decidieron simultánea con la estación de Los Angeles KXTA con el fin de prestar mejores servicios a la zona de Los Ángeles.
En 2005, Clear Channel, que había logrado la estación, optó por abandonar la estación de todos los deportes de formato y sustituirlo por normas pop, en un formato de intercambio y la marca con la Corporación en Los Ángeles.
En 2006, Clear Channel dejó la gestión de interés de algunos de estos puntos de venta, incluyendo XETRA-FM, XHRM-FM, y XHITZ-FM, se dio pie a Finest City Broadcasting, propiedad de un exejecutivo de Clear Channel. Sin embargo, la gestión de derechos de XETRA-AM se vendieron a una empresa denominada Grupo Latino de Radio, que presenta XETRA del formato actual. Sin embargo, Grupo Latino ha seguido un acuerdo local de mercadeo con Clear Channel hasta el día de hoy y el 6 de febrero de 2006 W Radio inicio transmisiones desde la ciudad de Los Ángeles con Programación Hablada de lunes a viernes y Musical y Deportiva los Fines de Semana aunque tuvo problemas por poner las siglas XEWR que las están ocupando una estación de Ciudad Juárez y a partir de abril de 2008 cambiaron las Siglas a XEWW-AM.
Recientemente W Radio ha hecho cambios y ajustes a su programación, eliminando casi por completo su programación para el auditorio del Sur de California para emitir programación de W Radio México y programación pagada en diversos horarios de la emisora.
En agosto del 2013 XEWW 690 AM cambio de nombre se llama LA 690 AM.
En algún momento de julio de 2018, la estación se vendió a H&H USA y se cambió a un formato de idioma chino. El senador Marco Rubio expresó su preocupación con respecto a la venta, debido a posibles conexiones con Phoenix TV , que se ha utilizado para la distribución de propaganda del gobierno chino.

## Formatos de la emisora
Estos son los formatos con los que se conoció a la estación XEWW-AM anteriormante con el indicativo XEAK-AM y XETRA-AM:
- Extra News
- XTRA Music
- The Mighty 690
- 69 XTRA Gold
- XTRA Sports
- The Fabulous 690
- W Radio 690 con el eslogan "La Poderosa del Sur de California"
- W Radio 690  con el eslogan "Tu Voz"
- W Radio 690 con el eslogan "La Voz del Pueblo"
- U Radio 690
- 690 AM

- Datos: Q8041933